# Lý Ngang (cầu thủ bóng đá)
Lý Ngang (sinh ngày 15 tháng 9 năm 1993) là một cầu thủ bóng đá người Trung Quốc hiện tại thi đấu cho Giang Tô Tô Ninh tại Giải bóng đá Ngoại hạng Trung Quốc.

## Sự nghiệp câu lạc bộ
Năm 2014, Lý Ngang bắt đầu sự nghiệp bóng đá trong màu áo câu lạc bộ Giang Tô Tô Ninh sau khi thi đấu cho Giang Tô Youth trong suốt mùa giải 2011 và mùa giải 2012. Ngày 8 tháng 3 năm 2014, anh có trận đấu ra mắt cho câu lạc bộ trong trận hòa 0-0 trước Quý Châu Nhân Hòa. Ngày 11 tháng 5 năm 2014, anh ghi bàn thắng đầu tiên cho câu lạc bộ trong chiến thắng 1-0 trước Trường Xuân Á Thái.

## Sự nghiệp quốc tế
Ngày 22 tháng 6 năm 2014, Lý Ngang có trận đấu ra mắt cho đội tuyển quốc gia Trung Quốc trong trận hòa 0-0 trước Macedonia.

## Thống kê sự nghiệp

### Thống kê câu lạc bộ
Tính đến 1 tháng 6 năm 2019 
| Thành tích câu lạc bộ | Thành tích câu lạc bộ | Thành tích câu lạc bộ              | Giải đấu | Giải đấu  | Cúp     | Cúp       | Cúp Liên đoàn | Cúp Liên đoàn | Châu lục | Châu lục  | Khác    | Khác      | Tổng cộng | Tổng cộng |
| Mùa giải              | Câu lạc bộ            | Giải đấu                           | Số trận  | Bàn thắng | Số trận | Bàn thắng | Số trận       | Bàn thắng     | Số trận  | Bàn thắng | Số trận | Bàn thắng | Số trận   | Bàn thắng |
| Trung Quốc            | Trung Quốc            | Trung Quốc                         | Giải đấu | Giải đấu  | Cúp FA  | Cúp FA    | Cúp CSL       | Cúp CSL       | Châu Á   | Châu Á    | Khác1   | Khác1     | Tổng cộng | Tổng cộng |
| --------------------- | --------------------- | ---------------------------------- | -------- | --------- | ------- | --------- | ------------- | ------------- | -------- | --------- | ------- | --------- | --------- | --------- |
| 2011                  | Giang Tô Youth        | Giải hạng Ba Trung Quốc            | 13       | 1         | -       | -         | -             | -             | -        | -         | -       | -         | 13        | 1         |
| 2012                  | Giang Tô Youth        | Giải hạng Ba Trung Quốc            | 16       | 1         | -       | -         | -             | -             | -        | -         | -       | -         | 16        | 1         |
| 2014                  | Giang Tô Tô Ninh      | Giải bóng đá Ngoại hạng Trung Quốc | 27       | 1         | 7       | 1         | -             | -             | -        | -         | -       | -         | 34        | 2         |
| 2015                  | Giang Tô Tô Ninh      | Giải bóng đá Ngoại hạng Trung Quốc | 23       | 3         | 5       | 1         | -             | -             | -        | -         | -       | -         | 28        | 4         |
| 2016                  | Giang Tô Tô Ninh      | Giải bóng đá Ngoại hạng Trung Quốc | 22       | 2         | 5       | 0         | -             | -             | 3        | 0         | 1       | 0         | 31        | 2         |
| 2017                  | Giang Tô Tô Ninh      | Giải bóng đá Ngoại hạng Trung Quốc | 18       | 1         | 4       | 0         | -             | -             | 8        | 0         | 1       | 0         | 31        | 1         |
| 2018                  | Giang Tô Tô Ninh      | Giải bóng đá Ngoại hạng Trung Quốc | 29       | 3         | 4       | 0         | -             | -             | -        | -         | -       | -         | 33        | 3         |
| 2019                  | Giang Tô Tô Ninh      | Giải bóng đá Ngoại hạng Trung Quốc | 12       | 2         | 2       | 0         | -             | -             | -        | -         | -       | -         | 14        | 2         |
| Tổng cộng             | Trung Quốc            | Trung Quốc                         | 160      | 14        | 27      | 2         | 0             | 0             | 11       | 0         | 2       | 0         | 200       | 16        |

1Các giải đấu khác bao gồm Siêu cúp FA Trung Quốc.

### Thống kê quốc tế
| Đội tuyển quốc gia | Đội tuyển quốc gia | Đội tuyển quốc gia |
| Năm                | Số trận            | Bàn thắng          |
| ------------------ | ------------------ | ------------------ |
| 2014               | 1                  | 0                  |
| 2015               | 1                  | 0                  |
| 2016               | 0                  | 0                  |
| 2017               | 0                  | 0                  |
| 2018               | 0                  | 0                  |
| 2019               | 1                  | 0                  |
| 2021               | 4                  | 0                  |
| Tổng cộng          | 7                  | 0                  |

## Danh hiệu

### Câu lạc bộ
Giang Tô Tô Ninh
- Cúp FA Trung Quốc: 2015